# Клінт Говард

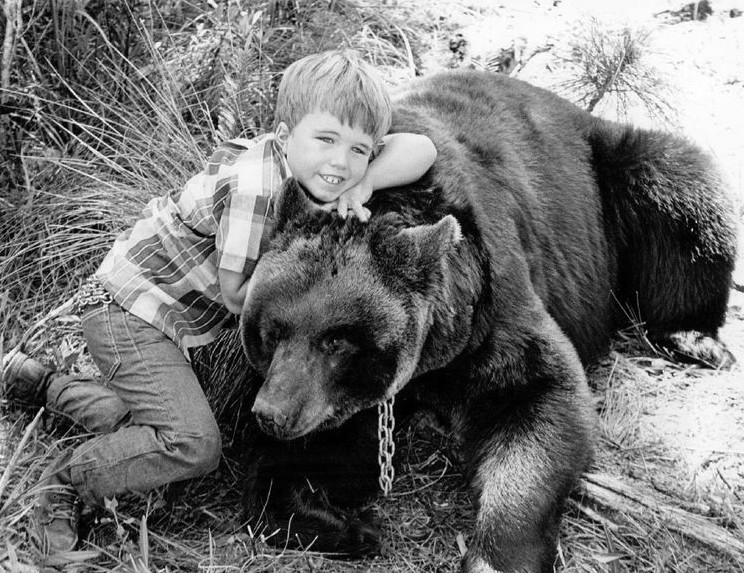
Клінт Говард в 1967 році

Клінт Говард (англ. Clint Howard; 20 квітня 1959) — американський актор.

## Біографія
Клінт Говард народився 20 квітня 1959 року в місті Бербанк, штат Каліфорнія, в сім'ї акторів Ранса Говарда і Джен Спігл Говард. Навчався у школі R. L. Stevenson Elementary. Почав зніматися на телебаченні у три роки. Зіграв у багатьох фільмах свого старшого брата кінорежисера Рона Говарда. Також відоми за фільмами «Танго і Кеш» (1989), «Остін Паверс: Міжнародна людина-загадка» (1997) та його сиквелами.
Клінт одружений з Мелані Говард з 29 жовтня 1995 року. Любить грати у гольф, а також у World of Warcraft, де він грає під ім'ям Extas, гільдії Thrust, царство Dark Iron.

## Фільмографія
| Рік       |    | Українська назва                         | Оригінальна назва                              | Роль                                 |
| --------- | -- | ---------------------------------------- | ---------------------------------------------- | ------------------------------------ |
| 1963      | ф  |                                          | The Courtship of Eddie's Father                | дитина на святковій вечірці          |
| 1964—1965 | с  |                                          | The Baileys of Balboa                          | Стенлі (26 епізодів)                 |
| 1966      | мф |                                          | Winnie the Pooh and the Honey Tree             | кенгурятко Ру                        |
| 1966      | с  | Зоряний шлях: Оригінальний серіал        | Star Trek                                      | Балок (Епізод: «Корбомитний маневр») |
| 1966      | ф  |                                          | An Eye for an Eye                              | Джо-Хай Квінс                        |
| 1967      | мф | Книга джунглів                           | The Jungle Book                                | Слоненя                              |
| 1967      | ф  |                                          | Gentle Giant                                   | Марк Ведло                           |
| 1968      | мф |                                          | Winnie the Pooh and the Blustery Day           | кенгурятко Ру                        |
| 1970      | ф  |                                          | The Wild Country                               | Ендрю Теннер                         |
| 1973      | ф  |                                          | Salty                                          | Тім Рід                              |
| 1976      | ф  |                                          | Eat My Dust!                                   | Джордж Пул молодший                  |
| 1977      | мф | Численні пригоди Вінні                   | The Many Adventures of Winnie the Pooh         | кенгурятко Ру                        |
| 1977      | ф  |                                          | Grand Theft Auto                               | 'Ace'                                |
| 1985      | ф  | Кокон                                    | Cocoon                                         | Джон Декстер                         |
| 1988      | ф  | Кокон: Повернення                        | Cocoon: The Return                             | Джон Декстер                         |
| 1989      | ф  | Танго і Кеш                              | Tango & Cash                                   | Слінкі                               |
| 1989      | ф  | Батьківство                              | Parenthood                                     | Лу                                   |
| 1990      | в  | Тиха ніч, смертельна ніч 4               | Initiation: Silent Night, Deadly Night 4       | Ріккі                                |
| 1991      | в  | Тиха ніч, смертельна ніч 5               | Silent Night, Deadly Night 5: The Toy Maker    | Ріккі                                |
| 1991      | ф  | Зворотна тяга                            | Backdraft                                      | Рікко, патологоанатом                |
| 1993      | ф  | Кліщі                                    | Ticks                                          | Джарвіс Таннер                       |
| 1994      | ф  | Змушений убивати                         | Forced to Kill                                 | волоцюга                             |
| 1994      | ф  | Газета                                   | The Paper                                      | Рей Блейш                            |
| 1995      | в  | Діллінджер і Капоне                      | Dillinger and Capone                           | Бобо                                 |
| 1995      | ф  | Аполлон-13                               | Apollo 13                                      | Сі Лібергот                          |
| 1995      | ф  | Кулак Північної зорі                     | Fist of the North Star                         | "Сталін"                             |
| 1995      | ф  | Цифрова людина                           | Digital Man                                    | Дікінс                               |
| 1995      | с  | Зоряний шлях: Глибокий космос 9          | Star Trek: Deep Space Nine                     | Грейді                               |
| 1996      | ф  | Те, що ти робиш!                         | That Thing You Do!                             | диск-жокей                           |
| 1996      | ф  | Малюк Нельсон                            | Baby Face Nelson                               | помічник менеджера банку             |
| 1996      | ф  | Не називай мене маленькою                | Barb Wire                                      | Шмітц                                |
| 1997      | ф  | Остін Паверс: Міжнародна людина-загадка  | Austin Powers: International Man of Mystery    | Джонсон Ріттер                       |
| 1998      | ф  | Дантист 2                                | The Dentist 2                                  | містер Зубний біль                   |
| 1999      | тф | Пригоди короля Артура                    | Arthur's Quest                                 | містер Вітні                         |
| 1999      | ф  | Остін Паверс: Шпигун, який мене спокусив | Austin Powers: The Spy Who Shagged Me          | Джонсон                              |
| 1999      | ф  | Ед із телевізора                         | EDtv                                           | Кен                                  |
| 2001      | ф  | Сутінок розуму                           | Blackwoods                                     | Грег / клерк                         |
| 2002      | ф  | Остін Паверс: Ґолдмембер                 | Austin Powers in Goldmember                    | Джонсон                              |
| 2002      | ф  | Серце Америки                            | Heart of America                               | Арті Лінн                            |
| 2002      | с  | Зоряний шлях: Ентерпрайз                 | Enterprise                                     | Мук                                  |
| 2003      | ф  | Дім мерців                               | House of the Dead                              | Саліш                                |
| 2003      | ф  | Останній рейд                            | The Missing                                    | шериф Перді                          |
| 2005      | ф  | Нокдаун                                  | Cinderella Man                                 | рефері                               |
| 2007      | ф  | Хелловін                                 | Halloween                                      | Доктор Копленсон                     |
| 2008      | ф  | Фрост проти Ніксона                      | Frost/Nixon                                    | Ллойд Девіс                          |
| 2009      | ф  | Ніч у музеї 2                            | Night at the Museum: Battle of the Smithsonian | управління польотами 1               |
| 2011      | ф  | Дилема                                   | The Dilemma                                    | Герберт Трімпі                       |
| 2011      | ф  | Блюбарелла: Супервумен                   | Blubberella                                    | доктор Манглер                       |
| 2011      | ф  | Бладрейн 3: Третій рейх                  | BloodRayne: The Third Reich                    | доктор Манглер                       |
| 2012      | ф  | Останній дзвоник                         | Last Call                                      | Джордж                               |
| 2012      | ф  | Повелителі Салема                        | The Lords of Salem                             | Карло                                |
| 2017      | ф  | 9/11                                     | 9/11                                           | Стю                                  |
| 2018      | ф  | Соло. Зоряні Війни. Історія              | Solo: A Star Wars Story                        | Ралакілі                             |
| 2019      | ф  | Троє з пекла                             | 3 from Hell                                    | містер Бегг Брітчес                  |
| 2020      | ф  | Американський пиріг: Правила для дівчат  | American Pie Presents: Girls' Rules            | Джо                                  |
| 2023      | ф  | Відгуки минулого                         | The Old Way                                    | Юстас                                |